# Dans la chambre de Mabel
Pour les articles homonymes, voir Up in Mabel's Room.
Pour plus de détails, voir Fiche technique et Distribution.
Dans la chambre de Mabel (Up in Mabel's Room) est un film américain réalisé par Allan Dwan, sorti en 1944.

## Fiche technique
- Titre : Dans la chambre de Mabel
- Titre original : Up in Mabel's Room
- Réalisation : Allan Dwan
- Scénario : Tom Reed et Isabel Dawn d'après la pièce de théâtre de Wilson Collison et Otto A. Harbach
- Photographie : Charles Lawton Jr.
- Musique : Michel Michelet
- Costumes : Kay Nelson
- Producteur : Edward Small
- Pays de production :  États-Unis
- Langue : Anglais
- Format : Noir et blanc — 35 mm — 1,37:1 — Son : Mono
- Genre : Comédie
- Durée : 76 minutes
- Date de sortie : 
  - États-Unis : 7 avril 1944

## Distribution
- Marjorie Reynolds : Geraldine Ainsworth
- Dennis O'Keefe : Gary Ainsworth
- Gail Patrick : Mabel Essington
- Mischa Auer : Boris
- Charlotte Greenwood : Martha
- Lee Bowman : Arthur Weldon
- John Hubbard : Jimmy Larchmont
- Binnie Barnes : Alicia Larchmont